# کلبه (رمان)
کُلبه (به انگلیسی: The Cottage) رمانی است از دانیل استیل. این کتاب در فوریه ۲۰۰١ انتشار انتشار یافت.

## ماجرای داستان
کُلبه در حقیقت داستان زندگی کوپر وینسلو ستاره رو به افول سینما است که از بخت بد، ناچار است «کلبه» محبوبش را که در واقع ملک عظیم او است، اجاره بدهد تا خرج و مخارج زندگی اش را تأمین کند. مستاجرهای کوپر، مارک فریدمن و جیمی اوکانر هستند که هر یک مشکلات شخصی خود را دارند، همسر مارک پس از ۱۶ سال زندگی مشترک، او را ترک کرده و همسر جیمی هم به تازگی بر اثر یک بیماری از دنیا رفته است. اما با آمدن پسر و دختر نوجوان جیمی به آنجا همه چیز عوض می‌شود. ناگهان صدای موسیقی از هر گوشه کلبه بلند می‌شود و نوجوانان و جوانان سرزنده و پر تحرک، کلبه را پر از خنده و صحبت و شادی می‌کنند و به دیدن کوپر می‌آیند. در این میان اتفاق دیگری هم رخ می‌دهد. این ۳ مرد که هیچگاه با هم آشنا و صمیمی نبوده‌اند، دوست یکدیگر می‌شوند و هر یک متوجه می‌شود که در حال تغییر است که البته کوپر بیش از بقیه این تغییر را در خود حس می‌کند، حوادث پشت سر هم اتفاق می‌افتد. رابطه دوستانه کوپر با یک هنرپیشه ثروتمند دستخوش تهدید می‌شود. غریبه‌ای با اخبار تکان دهنده به سراغ کوپر می‌آید. همچنین در این میان جان یکی از مستاجرین به خطر می‌افتد و از همه مهمتر ورود مهمان دیگری است که زندگی کوپر را با شادی و نشاط پر می‌کند و او را از تنهائی به در می‌آورد.